# 80–81-es trolibusz (Budapest)
A budapesti 80–81-es jelzésű trolibusz a Baross tér, Keleti pályaudvar és az Örs vezér tere között közlekedett. A vonalat a Budapesti Közlekedési Zrt. üzemeltette. A járműveket a Kőbányai troli- és autóbuszgarázs állította ki.

## Története
2004. június 19-étől augusztus 29-éig, 2005. június 11-étől augusztus 19-éig, illetve 2007. június 9-étől augusztus 29-éig az M2-es metró felújításának idején a 80-as és a 81-es trolibuszok összevontan, 80–81-es jelzéssel közlekedtek a Baross tér, Keleti pályaudvar és az Örs vezér tere között. 2007 nyarán ezen a vonalon közlekedett tesztjárműként a Neoplan N6121 típusú duóbusz.

## Útvonala
A zárójelben lévő vonalszakaszt a járat 2007-ben nem érintette!
| Örs vezér tere felé | Baross tér, Keleti pályaudvar felé |
| --- | --- |
| Baross tér, Keleti pályaudvar vá. – Kerepesi út – Fogarasi út – Csertő utca – Szentmihályi út – Ond vezér útja – Füredi utca – Örs vezér tere vá. | Örs vezér tere vá. – Füredi utca – Ond vezér útja – Szentmihályi út – Csertő utca – Fogarasi út – Kerepesi út – (Lóvásár utca – Mosonyi utca – Fiumei út –) Baross tér, Keleti pályaudvar vá. |

## Megállóhelyei
| 80–81 (Baross tér, Keleti pályaudvar ◄► Örs vezér tere) | 80–81 (Baross tér, Keleti pályaudvar ◄► Örs vezér tere) | 80–81 (Baross tér, Keleti pályaudvar ◄► Örs vezér tere) | 80–81 (Baross tér, Keleti pályaudvar ◄► Örs vezér tere) | 80–81 (Baross tér, Keleti pályaudvar ◄► Örs vezér tere) | 80–81 (Baross tér, Keleti pályaudvar ◄► Örs vezér tere) | 80–81 (Baross tér, Keleti pályaudvar ◄► Örs vezér tere)                                                                                               | 80–81 (Baross tér, Keleti pályaudvar ◄► Örs vezér tere) |
| Perc (↓)                                                | Perc (↓)                                                | Megállóhely                                             | Perc (↑)                                                | Perc (↑)                                                | Átszállási kapcsolatok | Átszállási kapcsolatok |                                                         |
| 2004/05                                                 | 2007                                                    | Megállóhely                                             | 2004/05                                                 | 2007                                                    | 2004-ben és 2005-ben | 2007-ben |                                                         |
| ------------------------------------------------------- | ------------------------------------------------------- | ------------------------------------------------------- | ------------------------------------------------------- | ------------------------------------------------------- | --- | --- | ------------------------------------------------------- |
| 0                                                       | 0                                                       | Baross tér, Keleti pályaudvar végállomás                | 27                                                      | 25                                                      | 7, 7A, 7, 20, 30, 67V, 73, 78, 144, 161E, 173, M2, Pólus 24 73, 76, 78, 79 Keleti pályaudvar                                                               | 7, 7, 20, 30, 67V, 73, 78, 161E, 173, M2, Pólus 24 73, 76, 78, 79 Keleti pályaudvar                                                                   |                                                         |
| ∫                                                       | 1                                                       | Kerepesi út (Korábban: Baross tér)                      | ∫                                                       | ∫                                                       | Nem érintette | 7, 7, 20, 30, 67V, 73, 78, 161E, 173, M2, Pólus 24 73, 76, 78, 79 Keleti pályaudvar                                                                   |                                                         |
| ∫                                                       | ∫                                                       | Fiumei út                                               | 26                                                      | ∫                                                       | | Nem érintette |                                                         |
| ∫                                                       | ∫                                                       | Lóvásár utca                                            | 25                                                      | ∫                                                       | | Nem érintette |                                                         |
| 2                                                       | 2                                                       | Kerepesi út 9. (Korábban: Ügető)                        | 23                                                      | 23                                                      | | |                                                         |
| 3                                                       | 3                                                       | Gumigyár (Korábban: Taurus)                             | 22                                                      | 22                                                      | | |                                                         |
| 5                                                       | 5                                                       | Stadionok (Hungária körút)                              | 20                                                      | 20                                                      | 95, 130, 144, 161E, M2 75, 77 1, 1A Helyközi buszok Távolsági járatok                                                                                      | 95, 130, 161E, M2 75, 77 1, 1A Helyközi buszok Távolsági járatok                                                                                      |                                                         |
| ∫                                                       | ∫                                                       | Őrnagy utca                                             | 18                                                      | 18                                                      | 95 | 95 |                                                         |
| 7                                                       | 7                                                       | Fogarasi út (↓) Várna utca (↑)                          | 16                                                      | 16                                                      | Expo | Expo |                                                         |
| 9                                                       | 9                                                       | Pillangó utca                                           | 15                                                      | 15                                                      | 130 | 130 |                                                         |
| 10                                                      | 10                                                      | Róna utca                                               | 14                                                      | 14                                                      | 130 | 130 |                                                         |
| 12                                                      | 12                                                      | Kaffka Margit utca                                      | 13                                                      | 13                                                      | | |                                                         |
| 13                                                      | 13                                                      | Nagy Lajos király útja                                  | 12                                                      | 12                                                      | 32, 130 3, 62 | 32, 130 3, 62 |                                                         |
| 14                                                      | 14                                                      | Mályva utca                                             | 11                                                      | 11                                                      | | |                                                         |
| 15                                                      | 15                                                      | Vezér utca                                              | 10                                                      | 10                                                      | 31, 130, 131, 144 82 | 31, 130, 131, 144 82 |                                                         |
| 16                                                      | 16                                                      | Fischer István utca                                     | 9                                                       | 9                                                       | 130, 131, 144 | 130, 131, 144 |                                                         |
| 17                                                      | 17                                                      | Zsálya utca                                             | 7                                                       | 7                                                       | | |                                                         |
| 18                                                      | 18                                                      | APEH                                                    | 6                                                       | 6                                                       | | |                                                         |
| 19                                                      | 19                                                      | Csertő utca                                             | 5                                                       | 5                                                       | | |                                                         |
| 20                                                      | 20                                                      | Szentmihályi út (↓) Füredi utca (↑)                     | 4                                                       | 4                                                       | | |                                                         |
| 21                                                      | 21                                                      | Ond vezér útja (↓) Szentmihályi út (↑)                  | 3                                                       | 3                                                       | | |                                                         |
| 22                                                      | 22                                                      | Ond vezér park                                          | 2                                                       | 2                                                       | | |                                                         |
| 23                                                      | 23                                                      | Füredi utca (↓) Ond vezér útja (↑)                      | 1                                                       | 1                                                       | | |                                                         |
| 25                                                      | 25                                                      | Örs vezér tere végállomás                               | 0                                                       | 0                                                       | Gödöllői és csömöri HÉV 31, 32, 44, 44A, 45, 61, 61, 61E, 67, 76, 77, 85, 85, 131, 132, 144, 144, 161E, 168, 176, Expo, Rákoskert 82 3, 62 Helyközi buszok | Gödöllői és csömöri HÉV 31, 32, 44, 44A, 45, 61, 61, 67, 76, 77, 85, 85, 131, 132, 144, 144, 161E, 168, 176, Expo, Rákoskert 82 3, 62 Helyközi buszok |                                                         |